# Caenoprosopina holmbergi
Caenoprosopina holmbergi är en biart som beskrevs av Roig-alsina 1987. Caenoprosopina holmbergi ingår i släktet Caenoprosopina och familjen långtungebin. Inga underarter finns listade.

## Bildgalleri

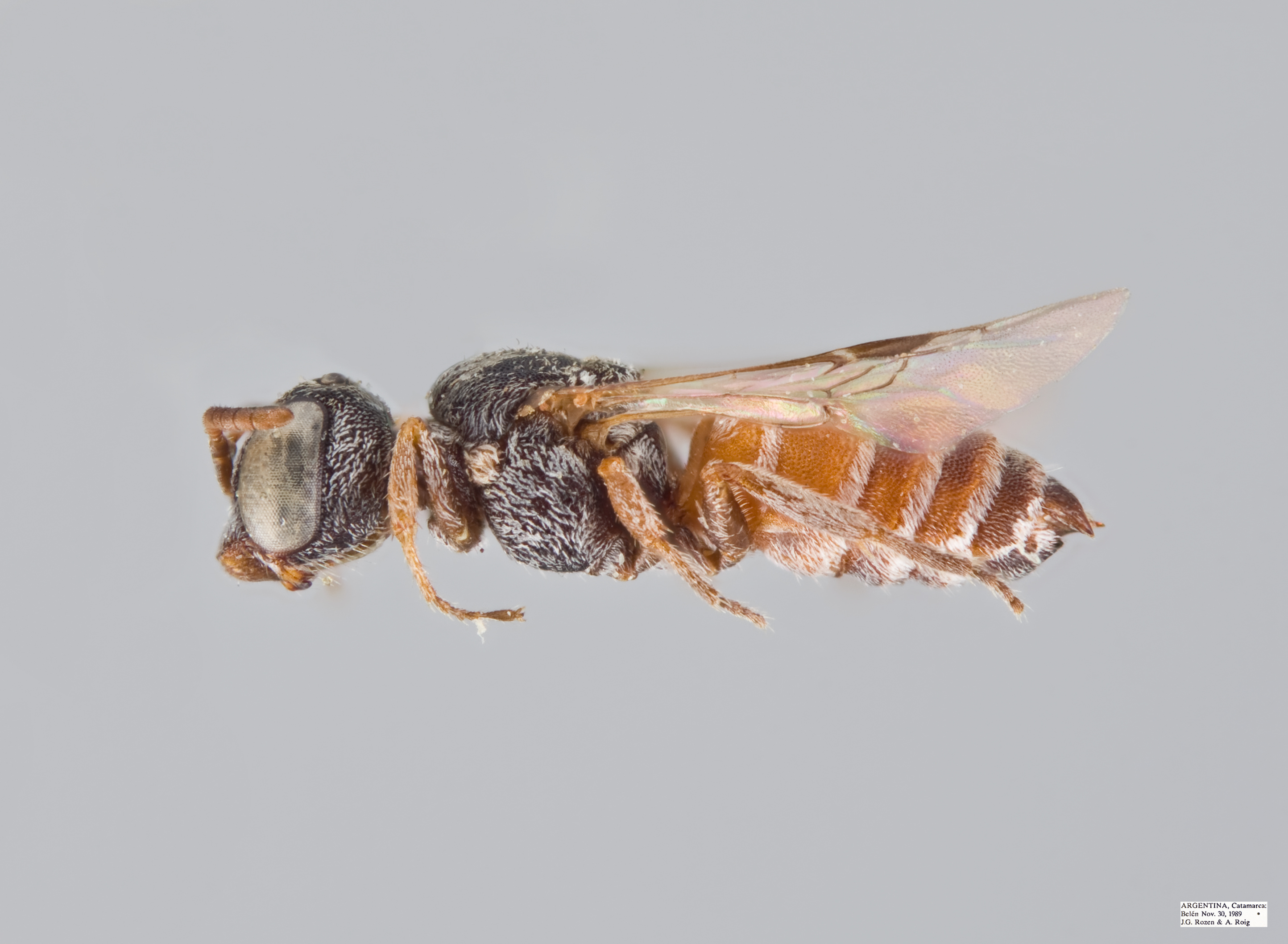